# Scott Walker (chính khách)
Scott Kevin Walker (sinh 1967) là một chính khách Hoa Kỳ. Ông nguyên là Thống đốc thứ 45 của tiểu bang Wisconsin.